# Ángel Cabrera (golfista)
Ángel Cabrera (Córdoba, 12 settembre 1969) è un golfista argentino.
La sua vittoria più importante è stata lo U.S. Open del 2007, diventando il primo argentino vincitore del torneo ed il secondo a conquistare un Major, dopo Roberto De Vicenzo all'Open Championship del 1967. Nel 2009, conquisterà il suo secondo titolo Major: il Masters di Augusta, primo sudamericano a indossare la famosa giacca verde.

## Professional vittorie (53)

### PGA Tour vittoria (3)
| Legenda            |
| Tornei Major (2)   |
| Altri PGA Tour (1) |

| No. | Data           | Torneo             | Punteggio di vittoria | To par | Margine | Secondo/i                  |
| --- | -------------- | ------------------ | --------------------- | ------ | ------- | -------------------------- |
| 1   | 17 giugno 2007 | U.S. Open          | 69-71-76-69=285       | +5     | 1 colpo | Jim Furyk, Tiger Woods     |
| 2   | 12 aprile 2009 | Masters Tournament | 68-68-69-71=276       | −12    | Playoff | Chad Campbell, Kenny Perry |
| 3   | 6 luglio 2014  | Greenbrier Classic | 68-68-64-64=264       | −16    | 2 colpi | George McNeill             |

PGA Tour playoff record (1–1)
| No. | Anno | Torneo             | Sfidante/i                 | Risultato                                                                          |
| --- | ---- | ------------------ | -------------------------- | ---------------------------------------------------------------------------------- |
| 1   | 2009 | Masters Tournament | Chad Campbell, Kenny Perry | Vinto con pari alla seconda buca extra Campbell eliminato con pari alla prima buca |
| 2   | 2013 | Masters Tournament | Adam Scott                 | Perso col colpo birdie alla seconda buca extra                                     |

### European Tour vittorie (5)
| Legenda                 |
| Tornei Major (2)        |
| Eventi (1)              |
| Altri European Tour (2) |

| No. | Data           | Torneo                             | Punteggio di vittoria | To par | Margine | Secondo/i                  |
| --- | -------------- | ---------------------------------- | --------------------- | ------ | ------- | -------------------------- |
| 1   | 1 aprile 2001  | Open de Argentina1                 | 67-65-69-67=268       | −12    | 2 colpi | Carl Pettersson            |
| 2   | 12 maggio 2002 | Benson & Hedges International Open | 68-73-68-69=278       | −10    | 1 colpo | Barry Lane                 |
| 3   | 29 maggio 2005 | BMW Championship                   | 70-70-66-67=273       | −15    | 2 colpi | Paul McGinley              |
| 4   | 17 Jun 2007    | U.S. Open                          | 69-71-76-69=285       | +5     | 1 colpo | Jim Furyk, Tiger Woods     |
| 5   | 12 aprile 2009 | Masters Tournament                 | 68-68-69-71=276       | −12    | Playoff | Chad Campbell, Kenny Perry |

1Co-sanzionato dal Argentine Tour
European Tour playoff record (1–2)
| No. | Anno | Torneo                                       | Sfidante/i                 | Risultato                                                                          |
| --- | ---- | -------------------------------------------- | -------------------------- | ---------------------------------------------------------------------------------- |
| 1   | 2005 | Deutsche Bank Players Championship of Europe | Niclas Fasth               | Perso col colpo birdie alla terza buca extra                                       |
| 2   | 2009 | Masters Tournament                           | Chad Campbell, Kenny Perry | Vinto con pari alla seconda buca extra Campbell eliminato con pari alla prima buca |
| 3   | 2013 | Masters Tournament                           | Adam Scott                 | Perso col colpo birdie alla seconda buca extra                                     |

### Asian Tour vittorie (1)
| No. | Data            | Torneo                  | Punteggio di vittoria | To par | Margine | Secondo     |
| --- | --------------- | ----------------------- | --------------------- | ------ | ------- | ----------- |
| 1   | 4 novembre 2007 | Barclays Singapore Open | 71-63-70-72=276       | −8     | 1 colpo | Vijay Singh |

### PGA Tour Latinoamérica vittorie (2)
| No. | Data             | Torneo                  | Punteggio di vittoria | To par | Margine | Secondo/i                             |
| --- | ---------------- | ----------------------- | --------------------- | ------ | ------- | ------------------------------------- |
| 1   | 16 dicembre 2012 | Visa Open de Argentina  | 65-70-71-64=270       | −18    | 4 colpi | Miguel Ángel Carballo, Óscar Fraustro |
| 2   | 21 aprile 2013   | Abierto OSDE del Centro | 72-72-76-64=284       | E      | Playoff | Rafael Gómez                          |

### Tour de las Américas vittorie (7)
- 1999 Argentine Masters
- 2001 Argentine Masters
- 2002 Argentine Open
- 2005 Argentine Masters1
- 2006 Center Open1
- 2007 Center Open1, Argentine Masters

1Co-sanctioned by the Argentine Tour

### PGA Tour Latinoamérica Developmental Series vittorie (1)
| No. | Data             | Torneo                | Punteggio di vittoria | To par | Margine | Secondo               |
| --- | ---------------- | --------------------- | --------------------- | ------ | ------- | --------------------- |
| 1   | 14 dicembre 2013 | Ángel Cabrera Classic | 72-62-69-67=270       | −18    | Playoff | Miguel Ángel Carballo |

### Argentine Tour vittorie (24)
- 1991 San Diego Grand Prix
- 1992 Norpatagonico Open
- 1994 Villa Gessel Grand Prix, South Open, Center Open, Nautico Hacoaj Grand Prix
- 1995 Abierto del Litoral
- 1996 South Open, Santiago del Estero Open
- 1997 Center Open
- 1998 Argentine PGA Championship
- 2000 Center Open, Bariloche Match Play, Desafio de Maestros
- 2001 Center Open, Argentine Open1
- 2002 Argentine PGA Championship
- 2004 South Open, North Open
- 2005 Center Open, North Open, Argentine Masters2
- 2006 Center Open2
- 2007 Center Open2

1Co-sanzionato dal European Tour

2Co-sanzionato dal Tour de las Américas

### Cordoba Tour vittorie (6)
- 2001 (2) Ascochingas Tournament, La Cumbre Tournament
- 2002 (2) Rio Cuarto Tournament, Las Delicias Tournament
- 2008 (1) Cordoba PGA Championship
- 2009 (1) Angel Cabrera Tour 2º torneo

### Altre vittorie (10)
- 1995 (2) Paraguay Open, El Rodeo Open (Colombia)
- 1996 (2) Volvo Masters of Latin America (Brazil), Viña del Mar Open (Cile)
- 1998 (1) Brazil Open
- 1999 (1) Brazil Open
- 2007 (1) PGA Grand Slam of Golf
- 2009 (1) Gary Player Invitational (con Tony Johnstone)
- 2012 (1) Euromayor Cabrera Classic (TPG)
- 2017 (1) PNC Father-Son Challenge (con Angel Jr)

## Tornei Major

### Vittorie (2)
| Anno | Campionato  | 54 buche        | Punteggio di vittoria | Margine  | Secondo/i                  |
| ---- | ----------- | --------------- | --------------------- | -------- | -------------------------- |
| 2007 | U.S. Open   | 4 colpi deficit | +5 (69-71-76-69=285)  | 1 colpo  | Jim Furyk, Tiger Woods     |
| 2009 | The Masters | Pari dal leader | −12 (68-68-69-71=276) | Playoff1 | Chad Campbell, Kenny Perry |

1Sconfitti Kenny Perry e Chad Campbell in un playoff improvviso: Cabrera (4-4), Perry (4-5) e Campbell (5).